# Блайтдейл (Міссурі)
Блайтдейл (англ. Blythedale) — селище (англ. village) в США, в окрузі Гаррісон штату Міссурі. Населення — 211 особа (2020).

## Географія
Блайтдейл розташований за координатами 40°28′31″ пн. ш. 93°55′39″ зх. д. / 40.47528° пн. ш. 93.92750° зх. д. (40.475172, -93.927495).  За даними Бюро перепису населення США в 2010 році селище мало площу 0,80 км², з яких 0,79 км² — суходіл та 0,00 км² — водойми.

## Демографія
Згідно з переписом 2010 року, у селищі мешкали 193 особи в 86 домогосподарствах у складі 56 родин. Густота населення становила 242 особи/км².  Було 105 помешкань (132/км²).
Расовий склад населення:
| - 100,0 % — білих |

До двох чи більше рас належало 0,0 %. Частка іспаномовних становила 2,6 % від усіх жителів.
За віковим діапазоном населення розподілялося таким чином: 23,8 % — особи молодші 18 років, 53,9 % — особи у віці 18—64 років, 22,3 % — особи у віці 65 років та старші. Медіана віку мешканця становила 43,5 року. На 100 осіб жіночої статі у селищі припадало 109,8 чоловіків;  на 100 жінок у віці від 18 років та старших — 110,0 чоловіків також старших 18 років.
Середній дохід на одне домашнє господарство  становив 53 600 доларів США (медіана — 38 125), а середній дохід на одну сім'ю — 63 614 долари (медіана — 49 375). За межею бідності перебувало 17,1 % осіб, у тому числі 28,9 % дітей у віці до 18 років та 4,5 % осіб у віці 65 років та старших.
Цивільне працевлаштоване населення становило 63 особи. Основні галузі зайнятості: освіта, охорона здоров'я та соціальна допомога — 39,7 %, мистецтво, розваги та відпочинок — 12,7 %, сільське господарство, лісництво, риболовля — 9,5 %, транспорт — 7,9 %.